# Улица Михаила Коцюбинского (Киев)
Улица Михаила Коцюбинского — улица в Шевченковском районе города Киева, которая пролегает от бульвара Тараса Шевченко до улицы Олеся Гончара.
Известна с первой половины 19 столетия. Современное название получила в 1939 году в честь 75-летия со дня рождения писателя Михаила Коцюбинского.
Протяжённость 572 м.

## Транспорт
- Троллейбус 8, 17 (площадь Победы), 16, 18 (улица Большая Житомирская)
- Автобус 71
- Трамваи 1, 3, 18 (б. Шевченко)
- Станция метро «Университет»

## Почтовый индекс
01030, 01601

## Учреждения
- № 1 — Институт «Промстройпроект»
- № 5 — Посольство Республики Беларусь
- № 7 — Счётная палата Украины
- № 8 — Посольство Румынии
- № 12Б — Школа № 135, музей К. Г. Паустовского